# Opéra-théâtre de Metz
L’Hôtel des Spectacles, futur théâtre, puis Opéra-Théâtre de Metz, aujourd’hui Opéra-Théâtre de l'Eurométropole de Metz, Metzer Operatheater (en allemand)  est l’un des premiers théâtres construits en France et le plus ancien théâtre encore en activité. Avant sa construction place de la Comédie, la salle de jeu de paume « Chatin », à côté de l’hôtel Gargan en Nexirue, servait de salle de théâtre.

## Contexte historique

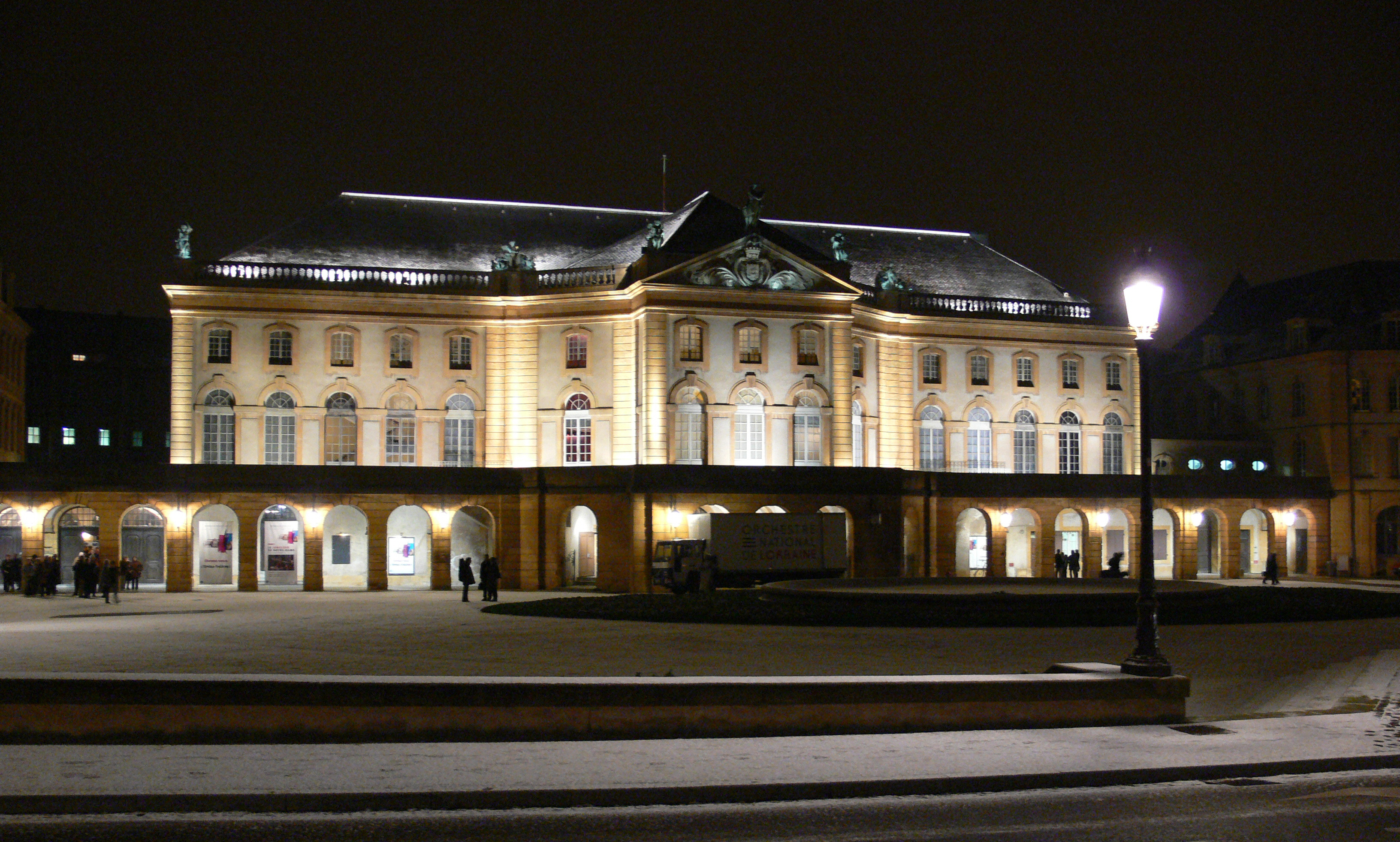
La façade de l’opéra-théâtre de nuit.

L’île du Petit Saulcy, entourée par le bras de la Moselle, doit son nom aux saules plantés sur ses rives pour retenir la terre. Autrefois nommée île du Grand Saulcy, cette lande boueuse et inhabitée servait de dépôt de bois de chauffage. La ville décide de paver l’île en 1732 et d’y construire l’« Hôtel des Spectacles ». Elle dote l’île de quais. De nouveaux ponts la relient au quartier des Roches et à la ville haute, et à l’extrémité de l’île Chambière. Le théâtre contribue dès son origine à l’ordonnancement d’une place moderne dont il constitue la façade aux côtés de deux autres édifices de facture homogène : le pavillon Saint-Marcel, et celui de la Douane. C’est la première place moderne que fait réaliser le gouverneur de la ville, le duc de Belle-Isle, dans un dessein urbain plus vaste, qu’il évoque à travers sa correspondance avec la municipalité et qui trouvera son aboutissement dans la réalisation de la place d’Armes.

## Construction et aménagements
Le bâtiment est construit de 1738 à 1752 dans un style classique, d’influence toscane, en même temps que l’hôtel de l’Intendance. Après les errements empiriques de Charles-François Roland, dit « Le Virloys », un architecte peu scrupuleux, le théâtre est érigé selon le projet de l’architecte messin Jacques Oger, en suivant les conseils techniques des experts Landot, machiniste de son état, et Pierre Deleuze, décorateur de théâtre. L’édifice a vu ses travaux suspendus durant huit ans par la guerre de Succession d’Autriche. Inauguré par un bal public le 3 février 1752, ce théâtre à l’italienne est le plus ancien de France encore en activité.
Un péristyle formé de vingt-et-une arcades est construit en 1754, pour réunir les trois pavillons, dotant le théâtre d’une terrasse, au centre de la composition architecturale. Sous le fronton, on devine une inscription gravée dans la pierre à l’époque révolutionnaire : 
« PLACE DE L'EGALITE ». Les pierres portant cette inscription ont dû être déplacées lors d'une rénovation ultérieure, car elles apparaissent actuellement dans le désordre suivant (de gauche à droite) : PLAC (le C est partiellement coupé) ; LITE ; L (coupé) ; E DE ; _EGA (voir la galerie de photos ci-dessous)
De février à juillet 1794 fut dressée sur la place du Théâtre la guillotine, surnommée La Louise qui coupa trente-trois têtes.
En 1858, le sculpteur Charles Pêtre agrémente la façade du théâtre au niveau de son couronnement, avec les allégories de la Tragédie, l’Inspiration, la Poésie lyrique, la Comédie, et la Musique.
L’intérieur actuel du théâtre date également de cette époque. Les agrafes des arcades du rez-de-chaussée sont ornées de figures féminines et de têtes de satyres aux regards grivois. En 1868, une gigantesque fontaine — qui a depuis disparu —, est élevée au centre de la place, célébrant l’arrivée des eaux de Gorze à Metz.
En 1887, la ville redoute les incendies dus aux lampes à huile et souhaite éclairer son théâtre à l’électricité. Le moulin des Thermes est alors équipé de deux turbines et devient la première usine de production électrique. Il fournissait aussi l’éclairage public des places de Metz.

## Affectations successives
L’hôtel des Spectacles, qui deviendra l’Opéra-Théâtre de Metz est le plus ancien théâtre en activité de France, puisqu’il n’a pas changé d’affectation depuis son inauguration en 1752. Au cours de son histoire, de nombreuses troupes se sont produites dans la salle de Metz et de grands noms y ont joué ou travaillé : Sarah Bernhardt dans la Tosca en 1905 et la  Dame aux camélias en 1909, Kathleen Howard y fait ses débuts en 1907 dans Les contes d'Hoffmann ou Jean Cocteau pour les décors de Pelléas dans les années 1960.
Otto Brucks en est le directeur de 1906 à 1914. Chanteur Lyrique réputé, il a épousé en 1897 la comtesse Marie von Wallersee-Larisch. Divorcée du comte Larisch (auquel elle a donné plusieurs enfants) et nièce morganatique de l'impératrice d'Autriche, la comtesse a joué un rôle dans la tragédie de Mayerling (en tant que cousine germaine du Kronprinz Rodolphe et maîtresse de l'oncle de Mary Vetsera, père de ses trois plus jeunes enfants). Elle aime les fêtes et mène grand train. Ce mariage scandaleux jette l'opprobre sur l'artiste qui est rejeté par la haute société en Autriche et en Allemagne. Sa carrière est brisée. Il se tourne vers la direction de théâtre tout en sombrant dans l'alcoolisme. Il meurt à Metz en janvier 1914.
Sous la direction de Paul-Emile Fourny depuis 2011, le théâtre fonctionne aujourd’hui en permanence avec plus de 103 personnes dont un cadre de chœurs de 24 choristes et un corps de ballet de 14 danseurs. Il est l’un des derniers opéras français à posséder ses propres ateliers, où se créent costumes et décors. Il présente chaque année un programme éclectique où se côtoient opéras, pièces de théâtre, ballets, opérettes avec des productions lyriques nouvelles et des créations du Théâtre de Metz.

## Protection juridique et statuts
Le théâtre, pour ses façades et toitures, fait l’objet d’un classement au titre des monuments historiques depuis le 6 janvier 1930. L’Opéra-Théâtre de Metz, placé sous la tutelle de la communauté d’agglomération de Metz Métropole, est membre de la Réunion des opéras de France.

## Galerie de photos

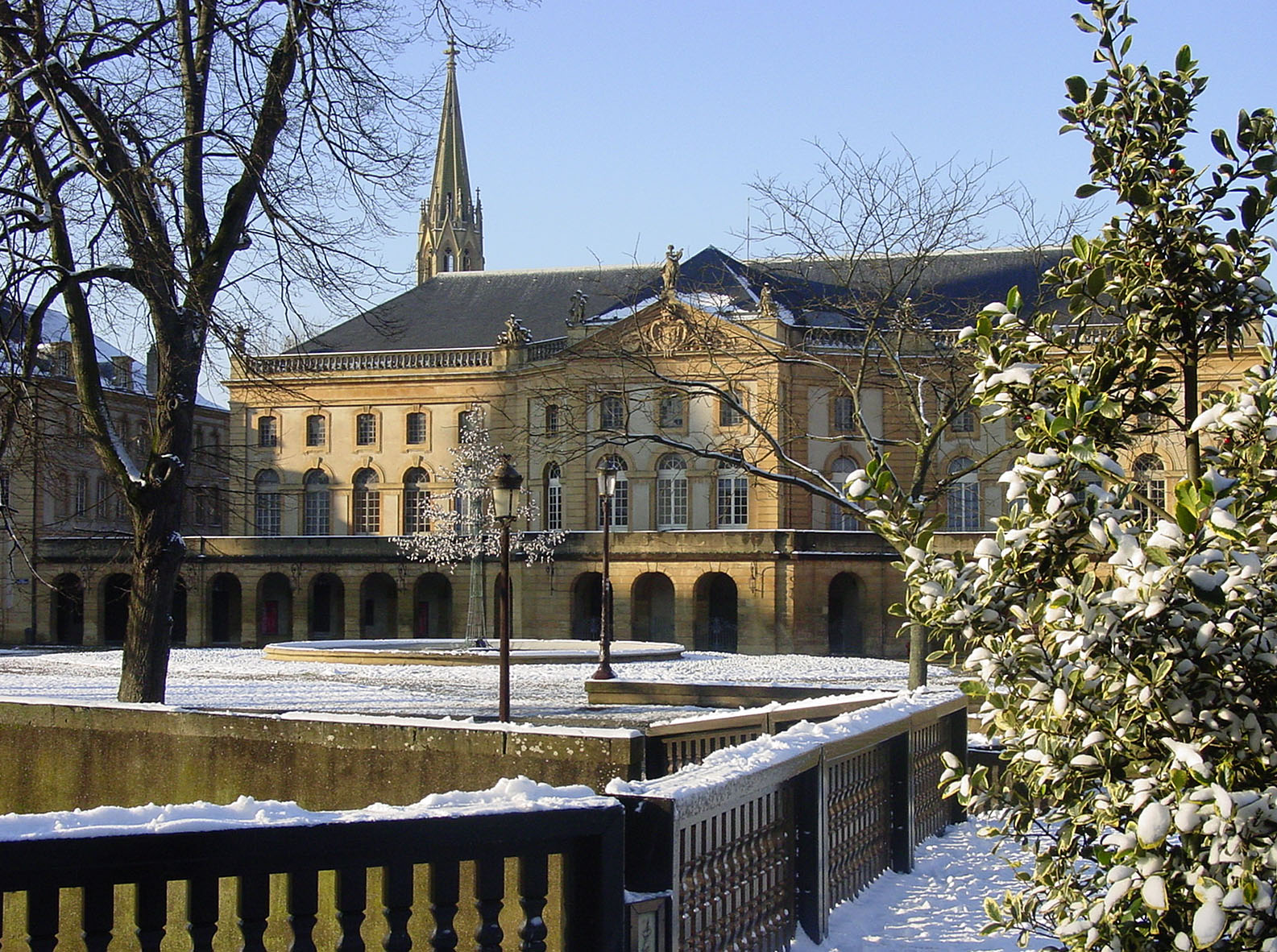
Opéra-théâtre de Metz et place de la Comédie, vue sous la neige avec en arrière-plan la flèche du temple de Garnison
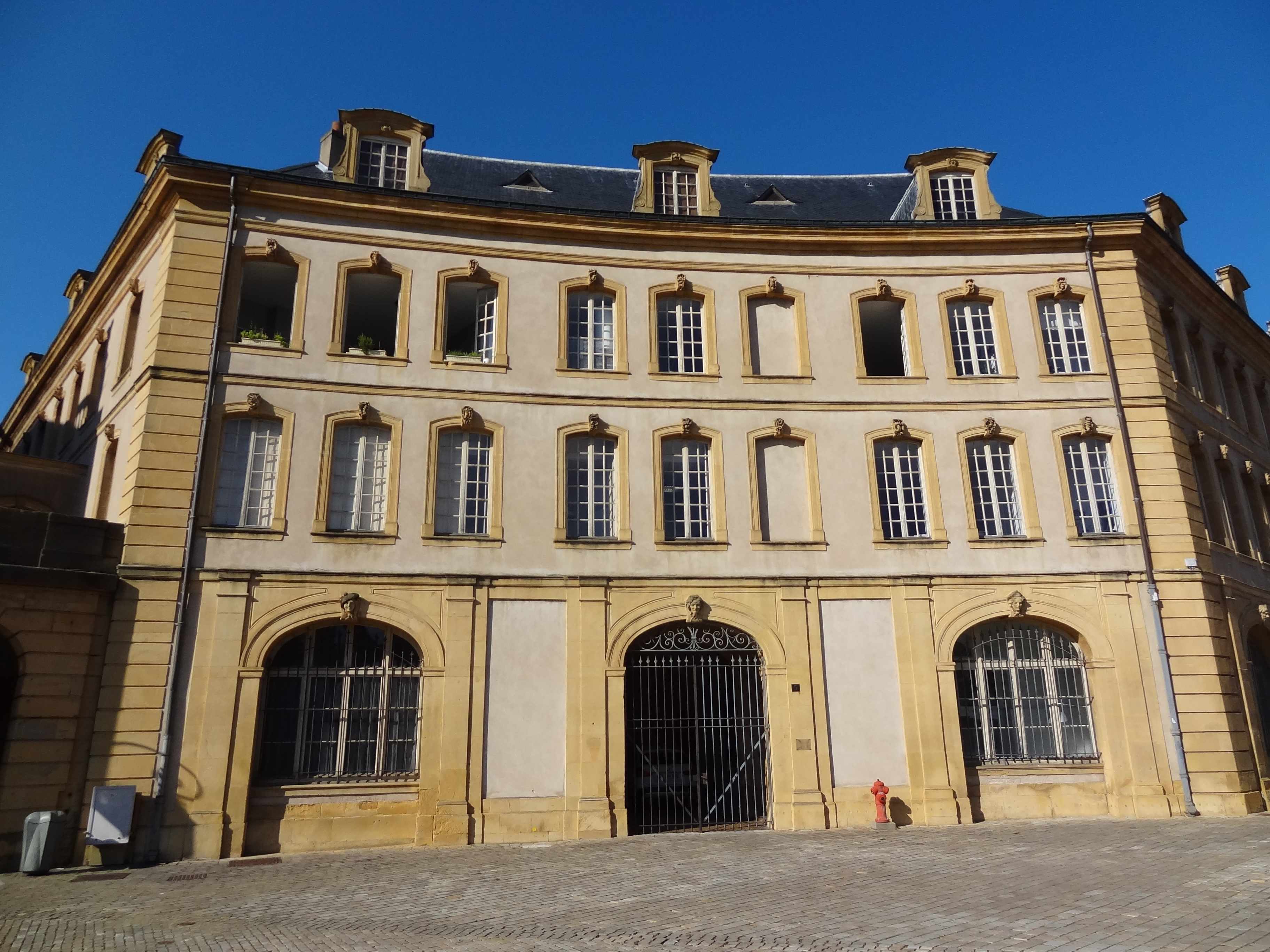
Opéra-théâtre de Metz, partie du bâtiment à droite de la façade principale
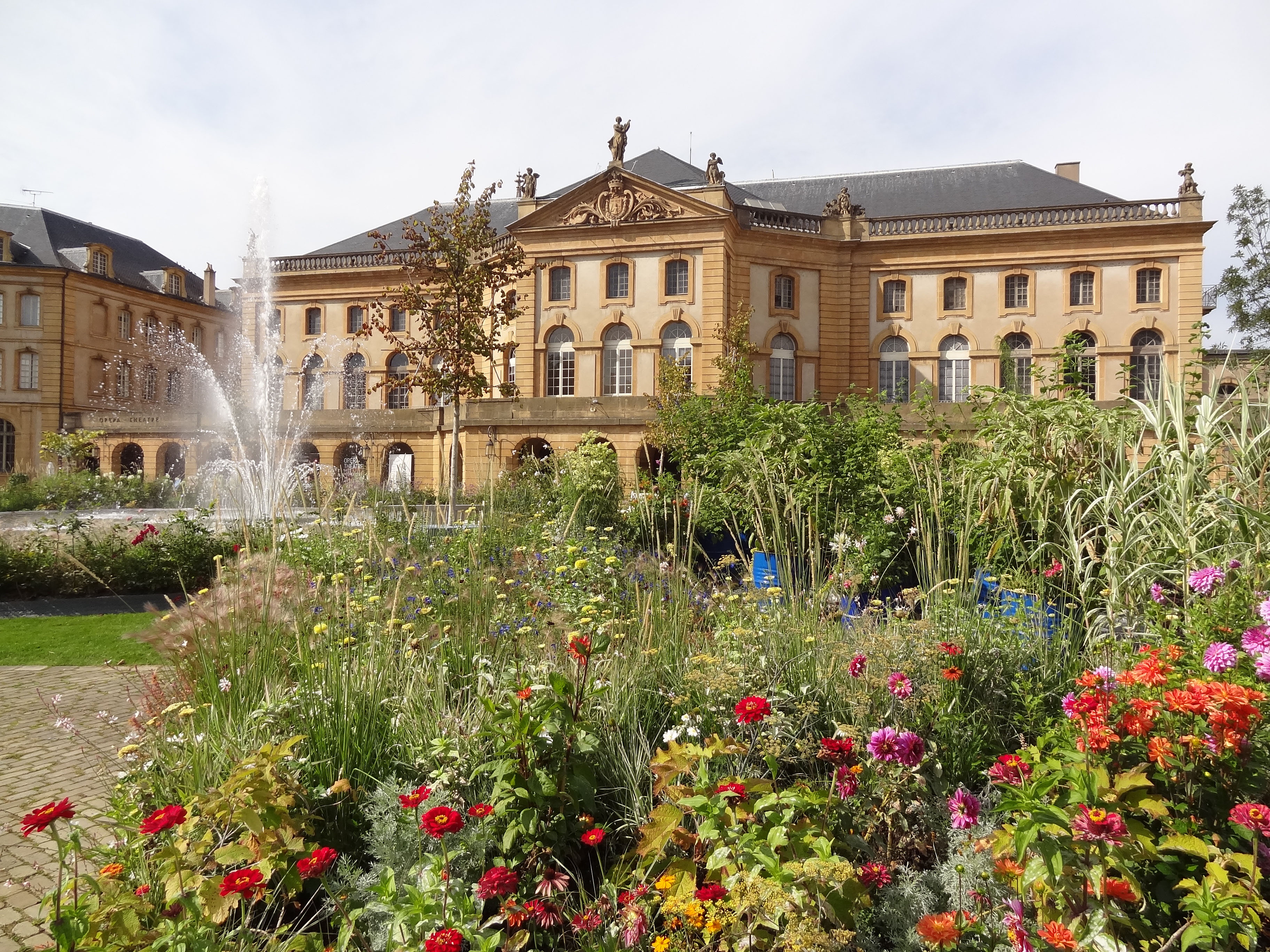
Façade et parterre floral (2012)
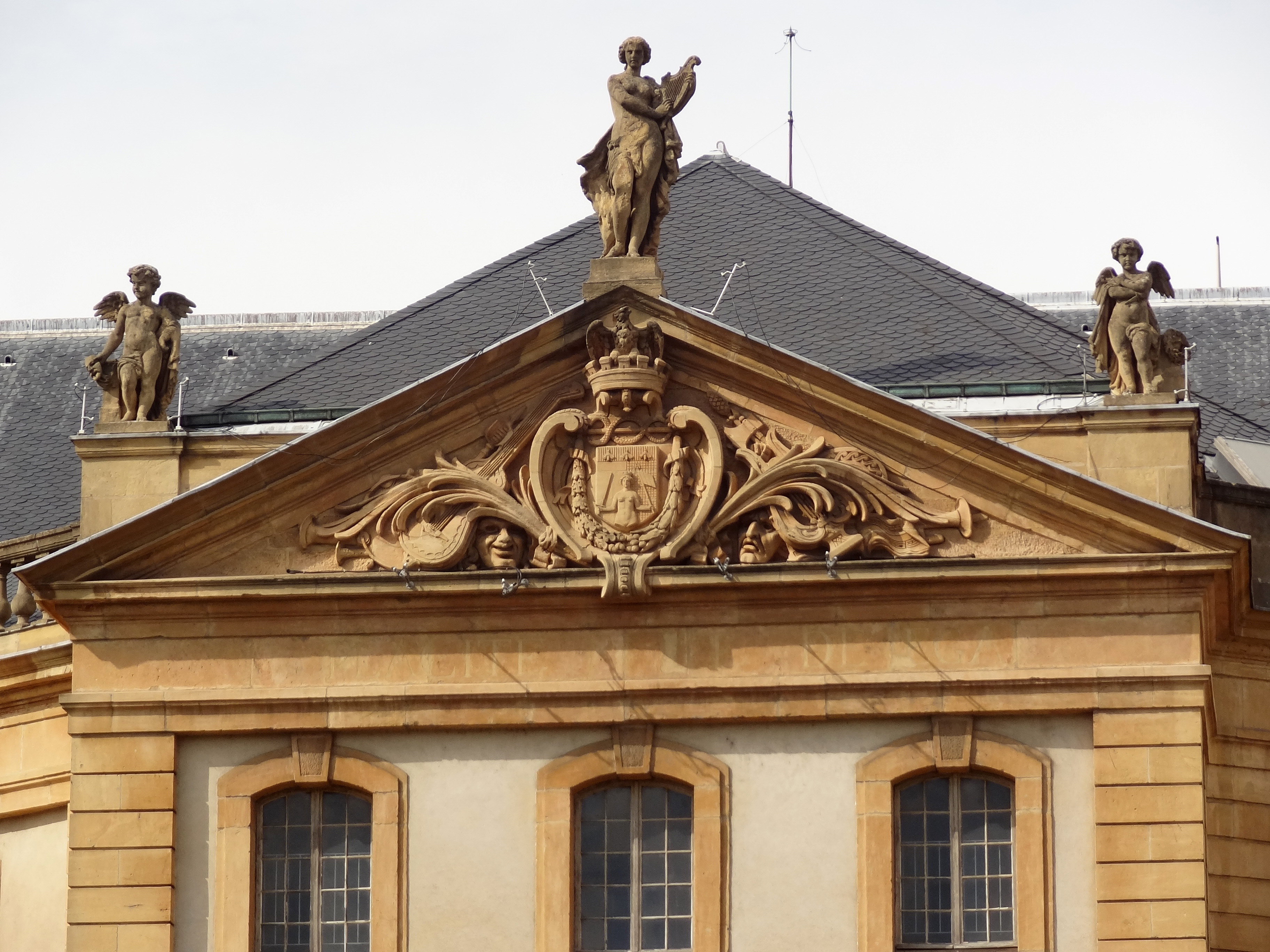
Fronton de la façade
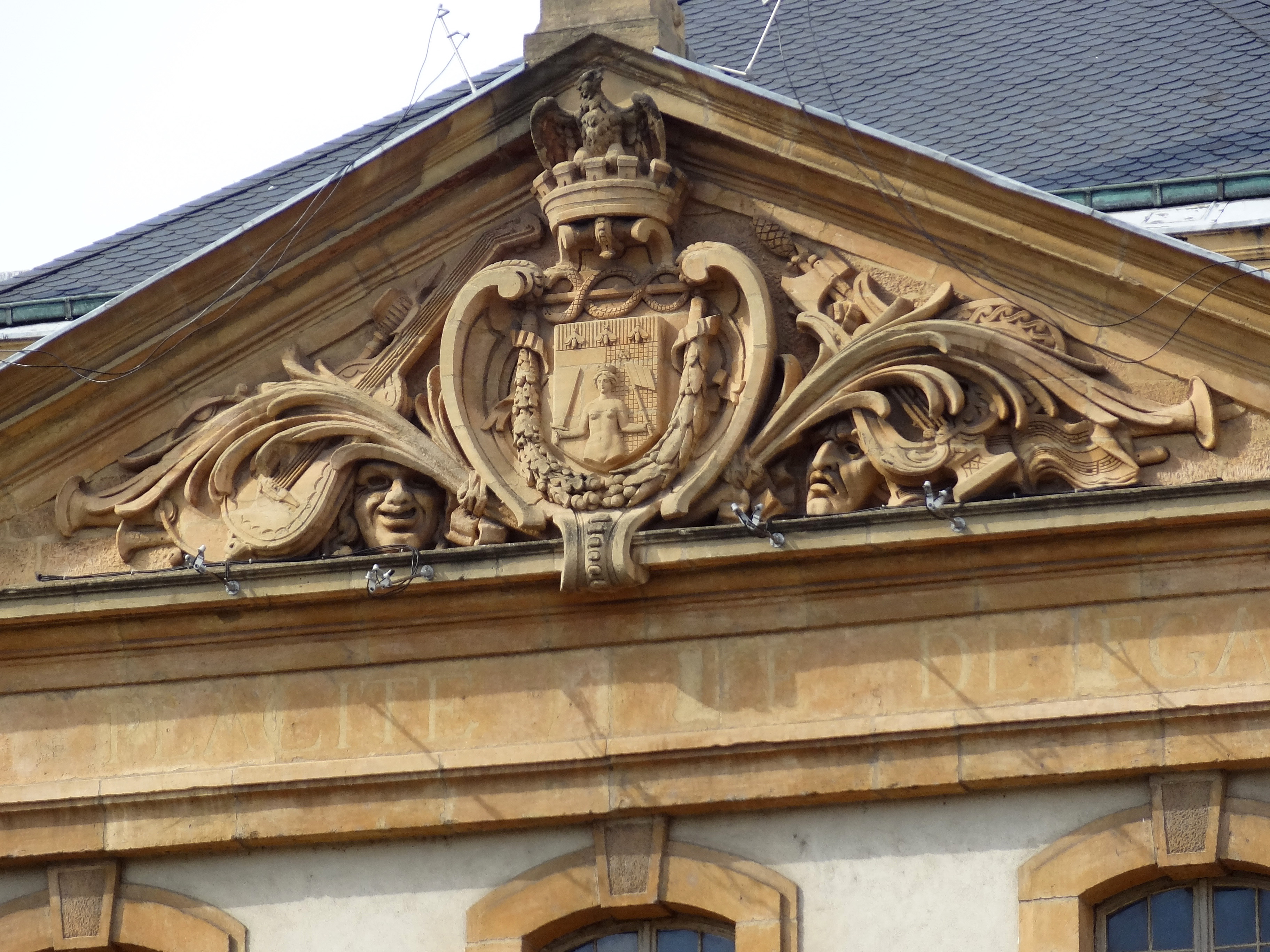
Détail du fronton de la façade
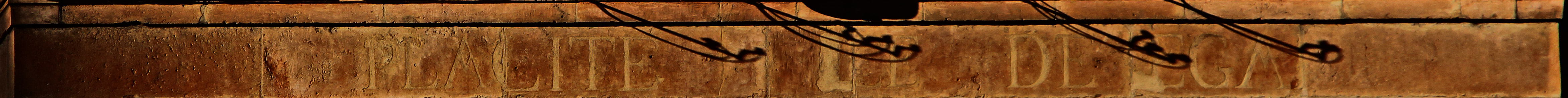
Inscription actuelle sous le fronton de la façade.
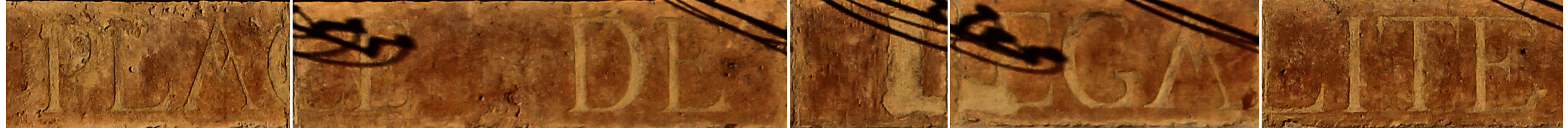
Inscription reconstituée, dans sa forme initiale présumée, sous le fronton de la façade.